# 让-雅克·拉丰
让-雅克·拉丰 （Jean-Jacques Marcel Laffont}},1947年—2004年5月1日），法国经济学家。

## 生平
拉丰从法国国立统计及经济管理学校(ENSAE)毕业之后于1975年在美国哈佛大学取得经济学博士学位，旋返回故乡图卢兹在图卢兹1大教授经济学并创办了产业经济研究中心(Institut D'Economie Industrielle, IDEI)。2004年5月1日，在法国图卢兹去世，终年57岁。

## 著作
拉丰的研究著作颇丰,出版了17本经济学专著并发表了200多篇学术论文.拉丰在激励理论,公共经济学理论,规制理论,发展经济学等领域都有突出贡献, 他和让·梯若尔合著的《政府采购与规制中的激励理论》（麻省理工出版社，1993年）是经济规制理论方面的权威著作.